# Auburn (Alabama)
Auburn je město ve Spojených státech amerických. Nachází se v okrese Lee County ve státě Alabama. Ve městě žije přibližně 76 tisíc obyvatel a jeho rozloha činí 155,0 km². Je nejlidnatější městem ve východní Alabamě a sedmým nejlidnatějším městem ve státě. Zároveň je Auburn 449. nejlidnatějším městem v USA.
Město bylo založeno roku 1836. Své sídlo zde má Mises Institut. Auburn je historicky univerzitním městem, neboť zde sídlí Auburn University. Auburn je vůbec nejrychleji rostoucím městem v Alabamě, 19. nejrychleji rostoucím městem ve Spojených státech od roku 1990 a v roce 2009 bylo označeno za jedno z nejlepších míst k životu v USA. Město je někdy přezdíváno The Loveliest Village on the Plains. Město leží v oblasti s vlhkým subtropickým podnebím.

## Rodáci
- Frederick Chapman Robbins (1916–2003) – americký lékař, pediatr a virolog